# Academia Diplomática do Chile
A Academia Diplomática Andrés Bello (ADAB) do Chile é a instituição responsável pela formação dos diplomatas chilenos. A academia tem também contribuído para a preparação de diplomatas de várias outras regiões do mundo, como países da América do Sul, América Central, Caribe, Europa, Ásia, África e Oceania . É uma das Academias mais antigas do continente americano.  

## História
A Academia Diplomática por decreto governamental a 3 de junho de 1954. O nome da Academia vem de Andrés Bello, o famoso venezuelano-chileno que atuou como Alto Oficial de Relações Exteriores, equivalente a Subsecretário de Relações Exteriores.   
A academia acabaria por ser formalmente criada como uma divisão do Ministério das Relações Exteriores em 1963. Um ano mais tarde, sob a direção do professor e historiador Jaime Eyzaguirre, foi realizada uma profunda reforma dos programas de estudo, incorporando várias disciplinas como a Prática Diplomática, Economia, Organizações internacionais e outras.  
A 29 de março de 1974, o Tesouro Chileno adquiriu por desapropriação o Palácio de Setembro (também conhecido como Palácio Edwards). O Palácio Edwards acabaria por ser cedido ao Ministério das Relações Exteriores, que usaria o mesmo como sede da Academia Diplomática "Andrés Bello" . Atualmente, o prédio abriga a Biblioteca do Ministério, Pinacoteca, Mapoteca, laboratório de línguas, salas de recepção e auditório para cerimônias ou eventos. 
Além de ser usado para dar aulas, são também realizados seminários e conferências para estudantes, reuniões internacionais, negociações, compromissos oficiais e outras atividades típicas de funções diplomáticas. 

## Diretores
- Alberto Sepulveda Contreras (1954)
- Hernán Cuevas Irarrázabal (1954–1955)
- Jaime Eyzaguirre Gutiérrez (1959–1960)
- Mariano Bustos Lagos (1961)
- Jaime Eyzaguirre Gutiérrez (1962–1965)
- Edmundo Vargas Carreño (1966–1968)
- Eduardo Palma Carvajal (1969–1970)
- Juan Somaví Altamirano (1969–1970)
- José Miguel Insulza Salinas (1972–1973)
- Mário Barros van Buren (1974–1975)
- Jorge Berguño Barnes (1981–1984) / (1975)
- Mariano Fontecilla de Santiago Concha (1975–1977)
- Carlos Derpsch Bartsch (1977–1980)
- Enrique Carvallo Díaz (1984–1986)
- Fernando Zegers Santa Cruz (1986–1990)
- Óscar Pinochet de la Barra (1990–1991)
- Ramón Huidobro Domínguez (1992–1995)
- Eduardo Ortiz Romero (1995–2000)
- Carlos Portales Cifuentes (2000–2001)
- Rolando Stein Brygin (2001–2006)
- Pedro Barros Urzúa (2007–2008)
- Alberto Yoacham Soffia (2008–2009)
- Juan Salazar Faíscas (2009–2010)
- Pablo Cabrera Gaete (2010–2014)
- Juan Somavía Altamirano (2014–2017)
- Miguel Ángel González (2018–2022)
- Hernán Bascuñán Jiménez (2022–atualidade)

## Ligações Externas
- «Site da Academia»